# Adrasto d'Afrodisia
Adrasto d'Afrodisia o di Afrodisiade (in greco antico: Ἄδραστος; fl. II secolo) è stato un filosofo greco antico peripatetico.

## Biografia
Fu attivo nella prima metà del II secolo, ma null'altro si sa della sua vita e delle sue opere restano pochi frammenti. Come Andronico di Rodi prima di lui, si dedicò all'ordinamento delle opere di Aristotele (scrisse un saggio sull'Ordine degli scritti aristotelici), di cui fu anche commentatore; i suoi commenti delle opere di Aristotele dovettero essere molto apprezzati se Plotino li utilizzava per leggere il filosofo di Stagira.
Oltre all'Etica Nicomachea di Aristotele, commentò anche l'Etica di Teofrasto, a cui dedicò ben cinque (o sei) libri per spiegarne le difficoltà linguistiche e storiche.
Adrasto potrebbe essere stato uno dei maestri di Alessandro d'Afrodisia. Scrisse anche un commento al Timeo di Platone, parte del quale è conservato da Calcidio nel suo commento al dialogo platonico.